# Michel Prazeres
Michel Richard dos Prazeres, född 25 juli 1981 i Belém, är en brasiliansk MMA-utövare som sedan 2013 tävlar i organisationen Ultimate Fighting Championship.